# Personalbedarfsplanung in Brandenburg
Als Personalbedarfsplanung in Brandenburg wird das von der brandenburgischen Landesregierung jeweils für einen Zeitraum von mindestens fünf Jahren beschlossene Konzept zur Anpassung des Stellenbestanden in der Landesverwaltung Brandenburgs verstanden.
Die Pflicht zur Aufstellung einer Personalbedarfsplanung ist in § 3 des Gesetzes über finanzpolitische Leitlinien und Vorgaben des Landes Brandenburg verankert.
Die erste Personalbedarfsplanung für die brandenburgische Landesverwaltung wurde am 1. April 2001 mit einem Planungszeitraum bis zum 31. Dezember 2005 beschlossen.
Aktuell gilt die Personalbedarfsplanung 2018, die am 10. Juli 2012 von der Landesregierung beschlossen wurde. Sie sieht eine Reduzierung des Bestandes der aus Landesmitteln finanzierten Stellen von 49.427 (Stand: 1. Januar 2010) auf 42.970 zum 31. Dezember 2018[veraltet] vor. Bis Anfang 2022[veraltet] wollen die Regierungsparteien SPD und die Linken eine Zielzahl von maximal 40.000 Stellen für die brandenburgische Landesverwaltung erreichen, wie Finanzminister Helmuth Markov am 27. Januar 2012 bekannt gab.
Die jeweils gültige Personalbedarfsplanung wird durch die Ausbringung von kw-Vermerken (künftig-wegfallend-Vermerke) im folgenden Landeshaushalt in grundsätzlich gleichmäßigen Jahresscheiben umgesetzt.
Für die Aufstellung, d. h. den Entwurf der Personalbedarfsplanung, ist die Stabsstelle Personal im Ministerium der Finanzen des Landes Brandenburg zuständig.
Zur Absicherung eines sozialverträglichen Personalabbaus wurde der Tarifvertrag über Maßnahmen zur Begleitung des Umbaus der Landesverwaltung Brandenburg für die brandenburgische Landesverwaltung abgeschlossen.